# Sphex wilsoni
Sphex wilsoni är en biart som beskrevs av Hensen 1991. Sphex wilsoni ingår i släktet Sphex och familjen grävsteklar. Inga underarter finns listade i Catalogue of Life.